# Nico Munuera

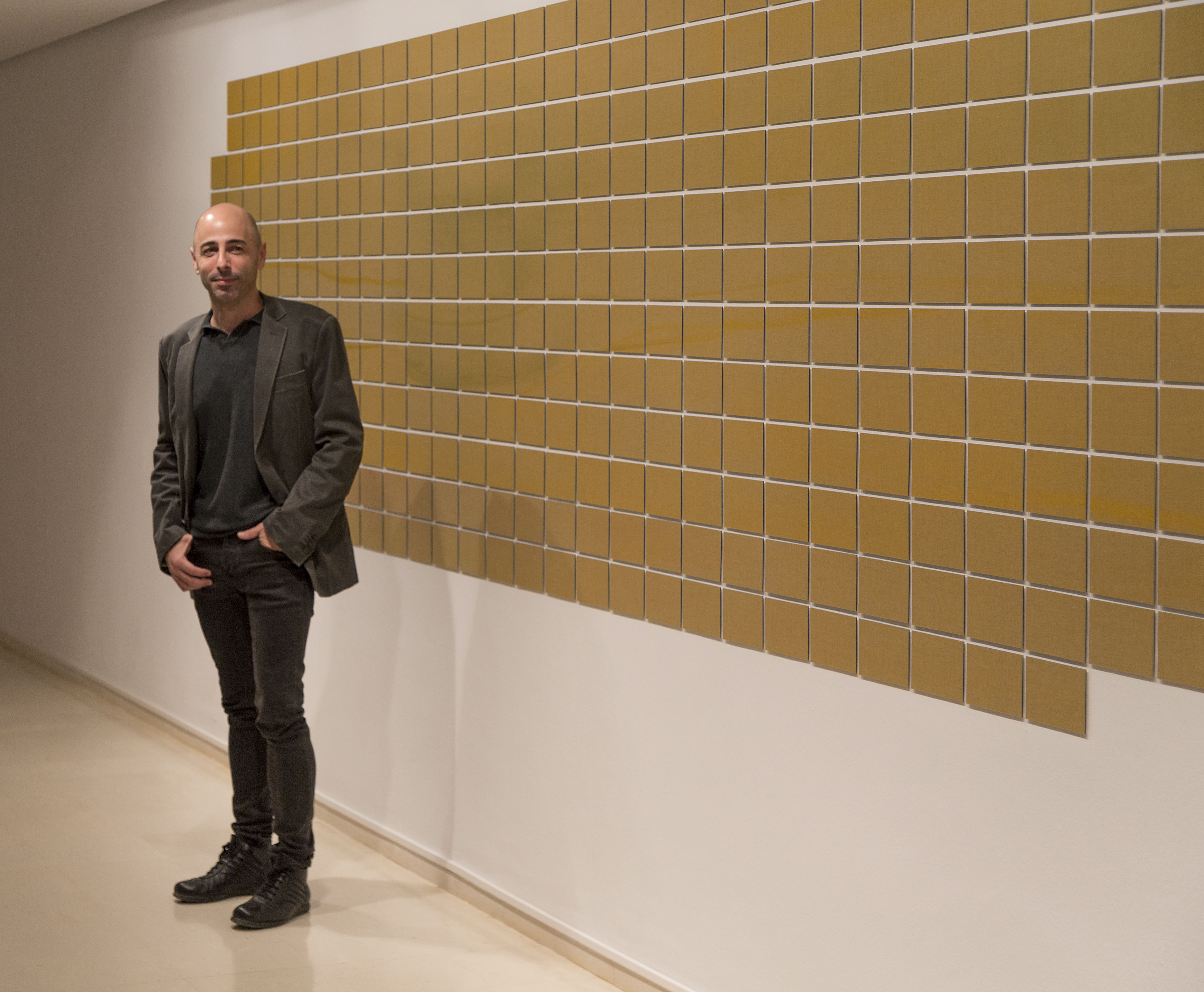
Nico Munuera en el IVAM. Valencia. 2017.

Nico Munuera, cuyo nombre completo es Nicolás Munuera Giner, nació en la ciudad de Lorca, Murcia, en diciembre de 1974. Es un artista plástico que centra su trabajo fundamentalmente en la pintura abstracta y en los procesos que derivan de ella. También ha realizado trabajos en vídeo, fotografía y otras obras de carácter más instalativo.

## Trayectoria
Nico Munuera se traslada a la ciudad de Valencia en 1993 donde cursa la carrera de Bellas Artes en la Universidad Politécnica de Valencia en la facultad de BBAA de San Carlos. Termina su licenciatura en pintura en 1996.  Durante su periodo de formación es galardonado en diferentes premios de pintura, dónde su participación en exposiciones colectivas empieza a ser una constante. En 1998 participa por primera vez en la feria de arte Arco y desde ese momento es representado por diferentes galerías de arte en todas las ediciones celebradas. Asiduamente su trabajo también se puede ver en ferias de carácter internacional como Zona Maco en la Ciudad de México o Untitled Miami en US.
En 2003 se traslada a París becado por el Ministerio de Cultura en el Colegio de España en París, para proseguir su proyecto pictórico personal. En 2004 es elegido por el pintor Joan Hernández Pijuán dentro del programa de reconocimiento de artistas jóvenes llamado Relevos, dónde realizan una publicación conjunta y una serie de tres exposiciones a dúo en tres ciudades, Madrid, Murcia y Barcelona.
En 2007 se traslada a New York  para realizar un proyecto de pintura sobre papel japonés becado por la Fundación Casa Pintada. 
De 2008 a 2012 vive y trabaja en la ciudad de Berlín a raíz de ser premiado con una Beca de Arte la Fundación Mediterráneo. En este periodo realiza exposiciones como "To paint or not to paint" en 2009 en el Museo de Bellas Artes de Murcia y "Abstracción Racional. Richard Aldrich / José Loureiro / Nico Munuera / Juan Uslé" en 2011 en el Centro Gallego de Arte Contemporáneo CGAC. Después de los cuatro años en Berlín fija su residencia y lugar de trabajo en la ciudad de Valencia e Ibiza. 
En 2014 realiza en la iglesia desacralizada de Verónicas en Murcia la exposición "Frame Time".
De especial relevancia es también la exposición Praecisio en el Institut Valenciano de Arte Moderno IVAM realizada en 2017 y Paisajes del Límite en 2019 en el Museo Patio Herreriano de Arte Contemporáneo de Valladolid en 2019.

## Obra
El eje principal de su trabajo es la pintura abstracta y los procesos tanto internos como externos que la conforman. Trabaja desde una mirada fenomenológica del paisaje que deriva en una fuerte conciencia de la pintura entendida como una naturaleza en sí misma. Crea campos de color, donde la sencillez de la horizontal o el gesto mínimo actúan como registros temporales. Continuamente su trabajo está plagado de referencias al Zen, al pensamiento oriental, así como a la estampa japonesa. Ha realizado series de obras influenciado directamente por la Escuela Rinpa, sobre todo por sus diferentes técnicas con tinta china y el manejo del pincel. La fluidez, el color y la idea de límite son características fundamentales de su trabajo, así como los conceptos de tiempo, secuencia, intuición y belleza. Su trabajo ha sido referenciado como cercano a poéticas y maneras de hacer de otros artistas como Mark Rothko, Barnet Newman o Agnes Martin.
Su obra está presente en importantes colecciones de arte como Museo Helga de Alvear, Instituto Valenciano de Arte Moderno IVAM, Colección Banco de España o 

## Reconocimientos
- En 2003 recibe la beca de Artes Plásticas del Ministerio de Cultura en el Colegio de España en París otorgada por el Ministerio de Asuntos Exteriores.

- En 2005 gana el premio Generaciones[14]  en las convocatorias de La Casa Encendida con la obra La Grosse Badaboum 18.2
- En 2011 recibe el premio de la Comunidad de Madrid otorgado en la feria de  Arte Estampa.[15]
- En 2020, recibe el apoyo del programa visualizARTE, incluido en el Plan CREA de la Consejería de Educación y Cultura de la Región de Murcia para el desarrollo de proyectos de artes visuales.[16]
- En 2023 recibe el premio Alfonso X[17] de la Cultura de la Región de Murcia en la categoría de Pintura y Escultura.[18]